# British Home Championship 1951/52
De British Home Championship van 1951/52 was de 57e editie van de British Home Championship. Het toernooi werd gehouden van 6 oktober 1951 tot en met 5 april 1952. Wales en Engeland werden kampioen.

## Eindstand
| Team          | Gsp | W | G | V | DV | DT | DS | Ptn |
| ------------- | --- | - | - | - | -- | -- | -- | --- |
| Wales         | 3   | 2 | 1 | 0 | 5  | 1  | +4 | 5   |
| Engeland      | 3   | 2 | 1 | 0 | 5  | 2  | +3 | 5   |
| Schotland     | 3   | 1 | 0 | 2 | 4  | 3  | –1 | 2   |
| Noord-Ierland | 3   | 0 | 0 | 3 | 0  | 8  | –8 | 0   |

## Wedstrijden
|                                                     |               |                                        |           |                                                                                   |
| 6 oktober 1951 «onderlinge duels» 15:00 uur (UTC+1) | Noord-Ierland | 0 – 3                                  | Schotland | Windsor Park, Belfast Toeschouwers: 56.946 Scheidsrechter: William H. Evans (ENG) |
| 6 oktober 1951 «onderlinge duels» 15:00 uur (UTC+1) |               | 32' Tommy Orr 44', 62' Bobby Johnstone |           | Windsor Park, Belfast Toeschouwers: 56.946 Scheidsrechter: William H. Evans (ENG) |

|                                                      |                  |       |                |                                                                              |
| 20 oktober 1951 «onderlinge duels» 15:00 uur (UTC+1) | Wales            | 1 – 1 | Engeland       | Ninian Park, Cardiff Toeschouwers: 51.500 Scheidsrechter: Doug Gerrard (SCO) |
| 20 oktober 1951 «onderlinge duels» 15:00 uur (UTC+1) | Billy Foulkes 3' |       | 6' Eddie Baily | Ninian Park, Cardiff Toeschouwers: 51.500 Scheidsrechter: Doug Gerrard (SCO) |

|                                                     |                        |       |               |                                                                                    |
| 14 november 1951 «onderlinge duels» 14:30 uur (UTC) | Engeland               | 2 – 0 | Noord-Ierland | Villa Park, Birmingham Toeschouwers: 57.889 Scheidsrechter: Mervyn Griffiths (WAL) |
| 14 november 1951 «onderlinge duels» 14:30 uur (UTC) | Nat Lofthouse 40', 83' |       |               | Villa Park, Birmingham Toeschouwers: 57.889 Scheidsrechter: Mervyn Griffiths (WAL) |

|                                                     |           |                    |       |                                                                               |
| 14 november 1951 «onderlinge duels» 14:30 uur (UTC) | Schotland | 0 – 1              | Wales | Hampden Park, Glasgow Toeschouwers: 71.272 Scheidsrechter: Paddy Morris (NIR) |
| 14 november 1951 «onderlinge duels» 14:30 uur (UTC) |           | 89' Ivor Allchurch |       | Hampden Park, Glasgow Toeschouwers: 71.272 Scheidsrechter: Paddy Morris (NIR) |

|                                                  |                                                     |       |               |                                                                              |
| 19 maart 1952 «onderlinge duels» 16:30 uur (UTC) | Wales                                               | 3 – 0 | Noord-Ierland | Vetch Field, Swansea Toeschouwers: 30.000 Scheidsrechter: Arthur Ellis (ENG) |
| 19 maart 1952 «onderlinge duels» 16:30 uur (UTC) | Walley Barnes 55' Ivor Allchurch 87' Roy Clarke 90' |       |               | Vetch Field, Swansea Toeschouwers: 30.000 Scheidsrechter: Arthur Ellis (ENG) |

|                                                 |                   |       |                       |                                                                                |
| 5 april 1952 «onderlinge duels» 15:00 uur (UTC) | Schotland         | 1 – 2 | Engeland              | Hampden Park, Glasgow Toeschouwers: 134.504 Scheidsrechter: Paddy Morris (NIR) |
| 5 april 1952 «onderlinge duels» 15:00 uur (UTC) | Lawrie Reilly 76' |       | 10', 44' Stan Pearson | Hampden Park, Glasgow Toeschouwers: 134.504 Scheidsrechter: Paddy Morris (NIR) |